# Technomyrmex antennus
Technomyrmex antennus is een mierensoort uit de onderfamilie van de Dolichoderinae. De wetenschappelijke naam van de soort is voor het eerst geldig gepubliceerd in 2001 door Zhou.